# Mike Wozniak
Mike Wozniak (født 1979) er en britisk komiker, forfatter og skuespiller.
Han er bedst kendt for sin rolle som Brian i Channel 4's sitcom Man Down og som medlem af holdet bag Small Scenes på BBC Radio 4.

## Filmografi
| Titel                                         | År        | Skuespiller | Manuskriptforfatter | Rolle                   | Noter                                          |
| --------------------------------------------- | --------- | ----------- | ------------------- | ----------------------- | ---------------------------------------------- |
| Comedy Lab                                    | 2010      | Ja          |                     | Forskellige roller      |                                                |
| Gary: Tank Commander                          | 2011      | Ja          |                     | Bradshaw                |                                                |
| Stand Up for the Week                         | 2012      |             | Ja                  |                         |                                                |
| Live at the Electric                          | 2012      | Ja          |                     | Forskellige roller      |                                                |
| It's Kevin                                    | 2013      | Ja          |                     | Forskellige roller      |                                                |
| Badults                                       | 2014      | Ja          |                     | Harry                   |                                                |
| Lovesick                                      | 2014      | Ja          |                     | Læge                    |                                                |
| Crims                                         | 2015      | Ja          |                     | Fotograf                |                                                |
| Prevenge                                      | 2016      | Ja          |                     | Josh                    |                                                |
| Josh                                          | 2015-2016 | Ja          |                     | Phil                    |                                                |
| The Moonstone                                 | 2016      | Ja          |                     | Superintendent Seegrave |                                                |
| Walliams & Friend                             | 2015-2016 | Ja          |                     | Forskellige roller      |                                                |
| Drunk History                                 | 2015-2017 | Ja          |                     | Forskellige roller      |                                                |
| Man Down                                      | 2013-2017 | Ja          | Ja                  | Brian                   | Manuskriptforfatter på flere espioder i serien |
| Horrible Histories: The Movie – Rotten Romans | 2019      | Ja          |                     | Rowan Bowen             |                                                |
| Dial M for Middlesbrough                      | 2019      | Ja          |                     | Neil                    |                                                |
| Taskmaster                                    | 2021      | Ja          |                     | Sig selv                | Finaledeltager                                 |
| Richard Osman's House of Games                | 2021      | Ja          |                     | Sig selv                | Ugentlig vinder                                |
| We Are Not Alone                              | 2022      | Ja          |                     | Gordan                  |                                                |
| The Great Stand Up to Cancer Bake Off         | 2023      | Ja          |                     | Sig selv                | Deltager                                       |
| Junior Taskmaster                             | 2024      | Ja          |                     | Vært/assistent          |                                                |
| Timestalker                                   | 2024      | Ja          |                     | Dan Chovy               |                                                |